# Овёс волжский
Овёс во́лжский (лат. Avēna volgēnsis)  — вид травянистых растений рода Овёс (Avena) семейства
Злаки (Poaceae).

## Ботаническое описание
Однолетнее травянистое растение высотой от 30 см до 2 м. Стебли гладкие, голые, с 3—4 опушенными узлами, толщиной 3—6 мм. Листья ланцетные, заострённые, шероховатые, зелёного либо сизого цвета, часто с восковым налетом, имеют длину 20—45 см и ширину 8—30 мм. Влагалища нижних листьев опушенные или голые. Лигулы конусовидные, усечённые, длиной 3—5 мм; иногда отсутствуют.
Соцветие — раскидистая метёлка. Колоски содержат от 2 до 4 цветков; верхний цветок обычно недоразвит. Колосковые чешуи перепончатые, широко ланцетные, заостренные, длиной 25—30 мм. Цветковые чешуи белого либо жёлтого цвета. Внутренняя цветковая чешуя длиннее нижней. Нижняя цветковая чешуя длиной 20—25 мм, ланцетной формы, опушенная или голая, гладкая либо шероховатая. Лодикулы косо ланцетные. Тычинок три. Завязь густо волосистая. Рыльца перистые, количеством два. Анемофил. Цветёт в мае — августе Плод — плёнчатая зерновка, длиной 8—11 мм, покрыта прижатыми волосками.
Число хромосом 2n = 42.

## Экология и распространение
Встречается как примесь в посевах культурных видов овса и как сорное растение в посевах других культур.
Ареал: Поволжье.